# Acâș
Acâș (maďarsky Ákos) je rumunská obec v župě Satu Mare. V roce 2011 zde žilo 2 827 obyvatel. Většinu tvoří obyvatelstvo maďarské národnosti. K obci kromě Acâșu administrativně náleží tři další vesnice.

## Historie
První písemná zmínka pochází z roku 1342. Do konce první světové války a rozpadu Rakousko-Uherska bylo sídlo součástí Uherska. Tehdy se na základě Trianonské smlouvy stalo součástí Rumunského království. Během druhé světové války muselo Rumunské království v roce 1940 obec na základě Druhé vídeňské arbitráže odevzdat Maďarskému království. Po válce se Acâș v roce 1947 na základě Pařížské mírové smlouvy stal opět součástí Rumunska.

## Národnostní složení
údaje z roku 2011
- Maďaři – 43,22 %
- Rumuni – 26,81 %
- Romové – 26,85 %

## Části obce
- Acâș
- Ganaș
- Mihăieni
- Unimăt